# Барабанный тормоз

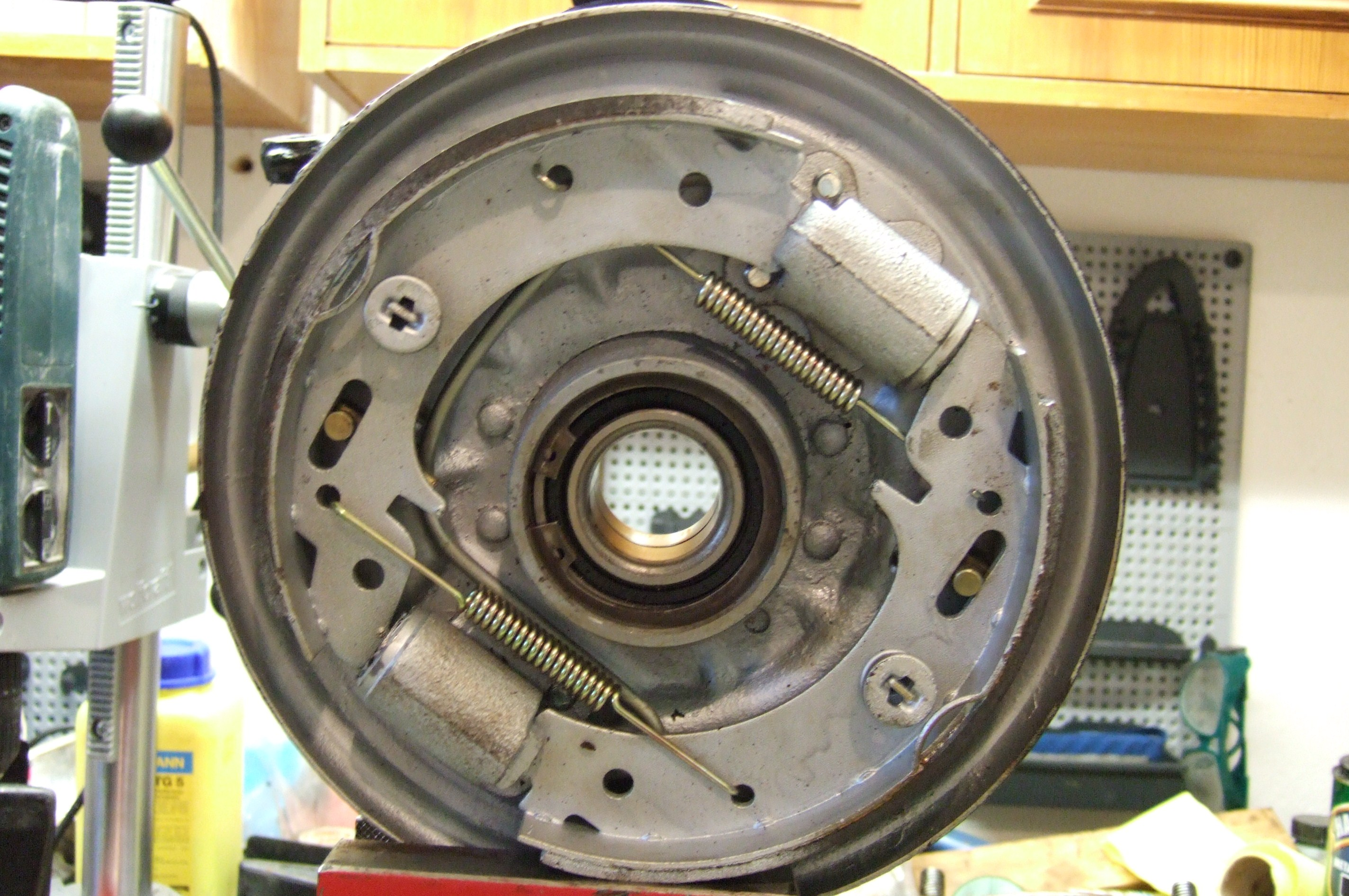
Барабанный тормоз передней оси легкового автомобиля.
Тормозной барабан снят.
В качестве разжимного устройства используются два тормозных цилиндра с гидроприводом.

Барабанный тормоз — фрикционный тормоз, осуществляющий торможение за счёт сил трения между внутренней поверхностью вращающегося цилиндра (барабана) и расположенными внутри цилиндра неподвижными тормозными колодками.
В общем случае барабанная тормозная система состоит из тормозного барабана, тормозных колодок, опорного диска с опорами для колодок, разжимного устройства и регулятора зазоров. Барабанные тормоза используются на многих грузовых автомобилях, реже — легковых машинах и мотовездеходах.

## История
В начале XX века были широко распространены барабанно-ленточные тормозные механизмы на задней оси.
Современный барабанный тормоз изобретён в 1902 году Луи Рено, хотя менее сложные конструкции использовались Maybach годом ранее. В первых тормозах колодки прижимались механически с помощью рычагов и кабелей. С середины 1930-х годов стали устанавливаться небольшие тормозные цилиндры с поршнями, хотя некоторые транспортные средства продолжали использовать механические тормозные системы на протяжении последующих десятилетий. Иногда устанавливалось по два тормозных цилиндра.
Колодки в барабане подвержены интенсивному износу, и ранние тормоза приходилось регулярно регулировать до изобретения саморегулирующихся барабанных тормозов в 1950-х годах. В 1960-х — 1970-х годах все современные автомобили устанавливают дисковые тормоза на передние колёса, а сзади по-прежнему устанавливаются барабанные, хотя некоторые производители устанавливали дисковые тормоза для всех четырёх колёс. Барабанные тормоза также используются вместе с ручным тормозом, так ручной тормоз для дисковой системы сложен.
Первые тормозные колодки имели накладки из асбеста, поэтому при ремонте старых автомобилей необходимо соблюдать осторожность, чтобы не вдыхать вредную пыль. Правительство США стало регулировать производство асбеста, а производителям тормозов пришлось переключиться на безасбестовые фрикционные материалы. Поначалу многие водители жаловались на ухудшение торможения, однако в дальнейшем оно компенсировалось развитием и усовершенствованием технологии, что позволило полностью отказаться от асбестовых накладок. Другие страны также ограничили использование асбеста в тормозах.

## Характеристики

Варианты барабанных тормозов

В простейшем барабанном тормозе с двумя колодками и общим толкателем колодки работают несимметрично, так как сила трения вклинивает одну из них между барабаном и толкателем, а вторую между барабаном и жёстким упором. Если на первой колодке тормозное усилие растёт пропорционально давлению толкателя, то на второй возрастает гораздо быстрее, хотя и нелинейно. При верхнем расположении толкателя и движении вперёд с усилением действует передняя колодка, которая называется набегающей в противоположность к задней, соответственно, вторичной тормозной колодке. Водителю достаточно легкого нажатия, чтобы набегающая колодка коснулись барабана, после чего эффект «затягивания» начинает работать как своеобразный «усилитель». Для повышения эффективности, барабанные тормоза могут оснащаться симметричной парой толкателей, связанных через жёсткую тягу или гидравлически: эффективность такого тормоза повышается за счёт «затягивания» обеих колодок вслед за барабаном. Контролировать торможение становится сложнее, но замедление значительно увеличивается, а необходимое усилие на педали или ручке тормоза уменьшается. Данный момент был весьма серьёзным плюсом до внедрения усилителей тормозов, так как на дисковых тормозных механизмах такого эффекта нет (тормозной диск вращается в направлении, перпендикулярном к направлению действия тормозного усилия). С появлением вакуумных и гидравлических усилителей тормозов более важным моментом стала пропорциональность замедления усилию на педали, что позволяет более точно контролировать торможение — сейчас барабанные тормоза если и применяются, то по другим причинам, а конструкции с парой толкателей фактически не используются.

## Конструкция
Основные элементы барабанного тормозного механизма — тормозные колодки, непосредственно осуществляющие торможение и для этого имеющие накладки из фрикционного (с высоким коэффициентом трения) материала. Колодки закреплены на тормозном щите при помощи опор различной конструкции, например, пальцев. Для оттормаживания колодки стягиваются пружинами. При торможении разжимное устройство (гидравлический цилиндр или разжимной кулак) раздвигает колодки и прижимает их ко внутренней части тормозного барабана, создавая, таким образом, момент силы трения, который замедляет вращение колеса.

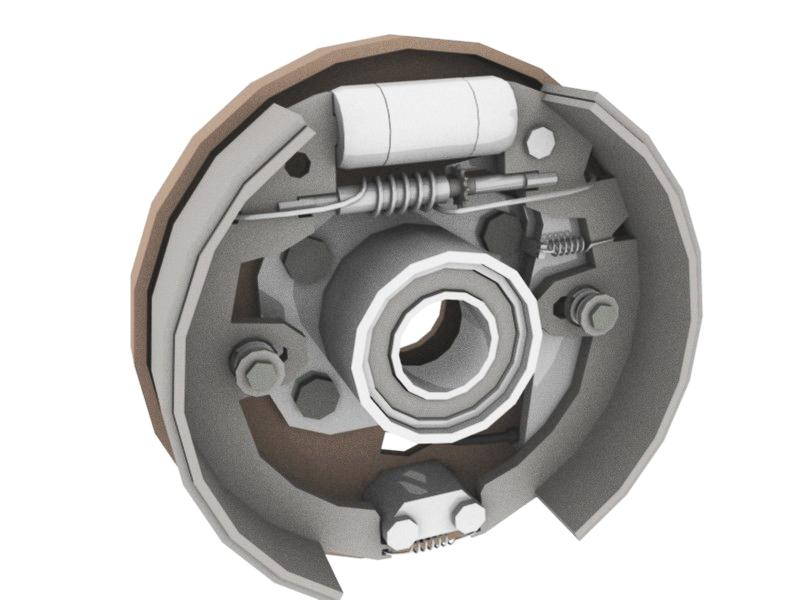
Схематическое изображение барабанного тормоза (барабан снят)
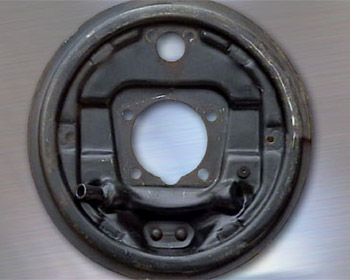
Тормозной щит
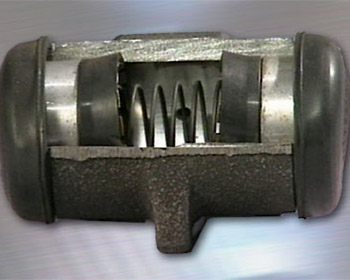
Колёсный (рабочий) тормозной цилиндр
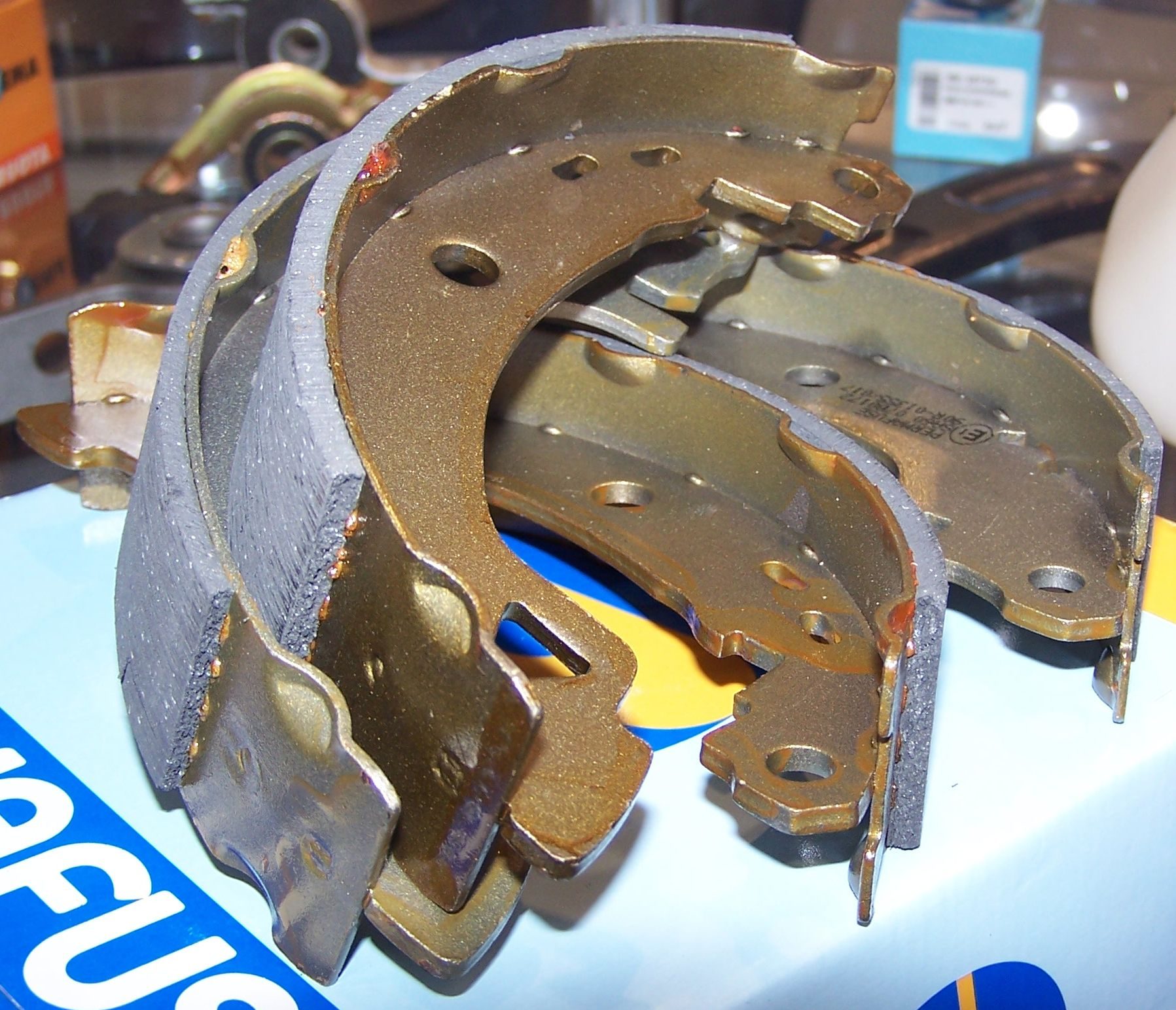
Тормозные колодки
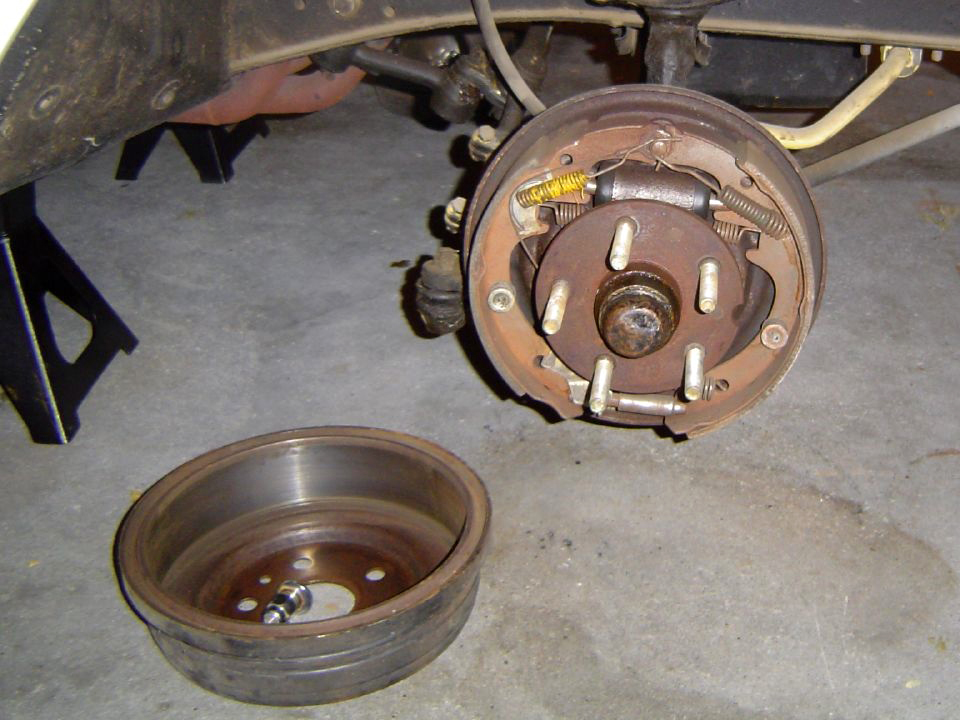
Тормозной барабан (снят)

## Преимущества и недостатки
Главное преимущество барабанного тормозного механизма — в том, что его мощность (определяемую площадью пятна контакта колодок с поверхностью барабана) можно очень легко повышать за счёт увеличения как диаметра барабана, так и его ширины (в то время, как дискового — только за счёт увеличения диаметра диска, который в большинстве случаев ограничен размером обода колеса, внутри которого тормозной диск установлен). Это позволяет даже при не слишком высокой удельной эффективности (тормозное усилие на единицу площади колодок) достичь очень высоких абсолютных значений тормозного усилия, необходимых для замедления и остановки тяжёлого транспорта, например — грузовиков или автобусов. 
Барабанный механизм сравнительно хорошо защищён от попадания воды и пыли, его колодки намного меньше изнашиваются на запылённой или грунтовой дороге, чем открыто установленные колодки дискового механизма, что делает его более долговечным и вообще более подходящим для плохих дорожных условий. Барабанные тормоза не выделяют много тепла, что делает возможным применение сравнительно дешёвых, безопасных в обращении и негигроскопичных тормозных жидкостей на масло-спиртовой основе (ЭСК, БСК и подобные), имеющих низкую температуру кипения. Использование барабанных тормозов упрощает оснащение автомобиля стояночным тормозом. 
В то же время, барабанные тормоза срабатывают менее равномерно и в целом медленнее, чем дисковые, имеют менее стабильные характеристики (что в первую очередь обусловлено непостоянством пятна контакта колодки и внутренней поверхности тормозного барабана) и меньшие возможности для регулировки, усилие на их колодках ограничено прочностью барабана на разрыв (в то время, как в дисковом тормозе диск нагружается на сжатие, что позволяет значительно увеличить силу, с которой колодки прижимаются к нему). Поэтому на быстроходных легковых автомобилях обычно применяют как минимум передние дисковые тормозные механизмы.